# Le Feu à la mine
Le Feu à la mine ist ein Kurzspielfilm aus dem Jahre 1911 von Léonce Perret. Der Film ist 12 Minuten und 30 Sekunden lang. Produzent war Gaumont & Pathe.

## Handlung
Eine Rahmenhandlung erzählt die Geschichte von den zwei miteinander befreundeten Bergleuten Jacques und Louis, die dieselbe Frau lieben. Die Frau nimmt den Heiratsantrag von Louis an. Kurze Zeit später geschieht ein Minenunglück. Als das Feuer gelöscht ist, wird noch ein Mann vermisst.

## Hintergrund
Für Perret, der selbst die Rolle des Louis spielte, bedeutete der Film den Durchbruch als Regisseur. Eine Anregung stellte die Schlagwetterkatastrophe im Bergwerk von Courrières im Jahre 1906 dar. Der Film wurde im Jahre 2003 restauriert und befindet sich in der französischen Nationalbibliothek.